# Piercia yui
Piercia yui är en fjärilsart som beskrevs av Inoue 1970. Piercia yui ingår i släktet Piercia och familjen mätare. Inga underarter finns listade i Catalogue of Life.